# Eupsittula pertinax
Il parrocchetto golabruna (Eupsittula pertinax Linnaeus, 1758) è un uccello della famiglia degli Psittacidi.

## Descrizione
Ha colore generale verde, più scuro nelle parti superiori e più chiaro in quelle inferiori con un effetto di squamatura bruna su gola e petto dovuto all'alternanza di penne e piume verdi con penne e piume marroni. La fronte e le guance sono color ocra dorato, la corona è azzurra, la nuca e il groppone verdi. Sul ventre è ben visibile una macchia ocra dorata. Il becco è nero, l'iride gialla e le zampe nero rosate. Ha taglia attorno ai 25 cm. Gli immaturi hanno la corona, la gola e il petto verdi.

## Biologia
La sua alimentazione è molto varia: semi, frutta, noci, insetti, larve e fiori. Il nido viene scavato in un termitaio arboreo e solo occasionalmente viene collocato nelle cavità degli alberi. La femmina depone 4-7 uova che cova per 23 giorni; i giovani lasciano il nido a circa 6 settimane dalla schiusa.

## Distribuzione e habitat
L'areale comprende Panama, Antille, Colombia, Venezuela e nord del Brasile; a sud del Rio delle Amazzoni vive isolata nel bacino del fiume Tapajós la sottospecie A. p. paraensis.
Frequenta vari tipi di habitat, in particolare le aree semidesertiche caratterizzate da cactus e acacie, le boscaglie secche, le foreste aperte, le aree coltivate e le foreste rivierasche di palme e mangrovie.

## Tassonomia
Si presenta con 14 sottospecie classificate le cui differenze sono minime e legate alla maggiore o minore estensione della zona ocra dorata sul capo e sul ventre e alla presenza maggiore o minore della colorazione azzurra sulla corona:
- E. p. pertinax, sottospecie nominale;
- E. p. xanthogenia, simile alla precedente ma con maggior giallo-arancio sul capo;
- E. p. arubensis, con la colorazione giallo-arancio ridotta nella regione perioculare;
- E. p. aeruginosa, simile alla precedente ma con l'ocra giallo facciale più diffuso e corona blu ristretta;
- E. p. griseipecta, simile alla precedente ma con la zona pettorale tendente al grigio anziché al bruno;
- E. p. lehmanni, simile alla aeruginosa con la corona blu ancora meno evidente;
- E. p. tortugensis, simile alla precedente ma con il colore ocra-arancio facciale più pallido e il blu della corona più evidente;
- E. p. margaritensis, con fronte bianca, corona blu evidente e zona ocra dorata facciale limitata a un anello perioftalmico;
- E. p. venezuelae, simile alla precedente ma con il verde più tendente all'oliva;
- E. p. chrysophrys, simile alla precedente ma con i colori più carichi e la fronte giallo pallida;
- E. p. surinama, simile alla precedente ma con il colore ocra dorato facciale e pettorale molto esteso;
- E. p. chrysogenys, con il piumaggio generalmente più scuro che in tutte le altre sottospecie e la totale assenza di banda frontale chiara;
- E. p. paraensis, con fronte e corona blu e verde generale più scuro;
- E. p. ocularis, con il capo completamente verde, un ridottissimo ocra-arancio sotto l'occhio, e macchia ventrale ridottissima.